# エーリージー
エーリージー（アイルランド語: éirígí）は、社会主義を標榜するアイルランドの政党。2006年4月にダブリンの小規模活動家グループが政治団体として設立、翌年3月12日に初の党大会を開き、2009年の党大会で政党に登録する動議を可決した。
現在の議長はブライアン・リーソンだが、2009年にはブレンダン・マッケーナが事務局長に選出された。2009年には初の地方議会議員がダブリンとティロン県ダンガノンにおいてそれぞれ1名ずつ誕生した（当選者は何れも元シン・フェイン党員）。

## 目標
イギリスの北アイルランドからの撤退及び民主社会主義的な原理に基づく統一アイルランドの設立を目指す。